# Домброва (гміна Коритниця)
Домброва (пол. Dąbrowa) — село в Польщі, у гміні Коритниця Венґровського повіту Мазовецького воєводства.
Населення — 95 осіб (2011).
У 1975-1998 роках село належало до Седлецького воєводства.

## Демографія
Демографічна структура станом на 31 березня 2011 року:
|          | Загалом | Допрацездатний вік | Працездатний вік | Постпрацездатний вік |
| -------- | ------- | ------------------ | ---------------- | -------------------- |
| Чоловіки | 51      | 17                 | 32               | 2                    |
| Жінки    | 44      | 9                  | 28               | 7                    |
| Разом    | 95      | 26                 | 60               | 9                    |